# 塞利恩特峰
78°9′S 162°45′E / 78.150°S 162.750°E
塞利恩特峰（英語：Salient Peak），是南極洲的山峰，位於維多利亞地的斯科特海岸，處於拉克山和胡克山之間，屬於皇家學會嶺的一部分，由新西蘭探險隊命名，現時由南極條約體系管理。